# Lycanades antapica
Lycanades antapica är en fjärilsart som beskrevs av Smith 1907. Lycanades antapica ingår i släktet Lycanades och familjen nattflyn. Inga underarter finns listade i Catalogue of Life.